# Хаидар (Тулћа)
Хаидар (рум. Haidar) насеље је у Румунији у округу Тулћа у општини Касимча. Oпштина се налази на надморској висини од 86 m.

## Становништво
Према подацима из 2002. године у насељу је живело 19 становника, од којих су сви румунске националности.